# پوگروم یاشی
پوگروم یاشی در شهر یاشی (Iași) رومانی مجموعه‌ای از پوگروم‌های ترتیب داده شده توسط نیروهای دولتی تحت فرماندهی ایان آنتونسکو علیه یهودیان بود. در جریان این رویدادها که میان ۲۹ ژوئن تا ۶ ژوئیه ۱۹۴۱ پدید آمدند، به گفته مقامات رومانی نزدیک به ۱۳٬۲۶۶ تن معادل یک سوم جمعیت یهودی یاشی، جان خود را از دست دادند.
پیش از عملیات برنامه‌ریزی‌شده، «یگان ویژه رومانی» شماره ۱ به یاشی اعزام شده بود تا اقدامات عملیاتی را به اجرا بگذارد. در ۲۷ ژوئن ۱۹۴۱ ، آنتونسکو دستور تخلیه کل جمعیت یهودیان از این شهر را صادر کرد. در طول این عملیات، خانه‌های یهودیان نابود شدند، خانه‌ها، مشاغل و موسسات آنها غارت شد و بسیاری از ایشان به قتل رسیدند. بسیاری از یهودیان دیگر نیز مورد ضرب و شتم، شکنجه، سرقت و تحقیر قرار گرفتند.